# Соджу
Со́джу (кор. 소주, 燒酒) — традиційний корейський алкогольний напій. Вміст алкоголю може складати від 15 % до 45 % (найпопулярніший варіант 20 %). Виготовляється в основному з батату або із зерна. Являє собою прозору рідину з характерним запахом спирту, солодкувату на смак.
У Кореї є основним алкогольним напоєм і зведений в ранг однієї з місцевих визначних пам'яток. У Південній Кореї існує музей соджу.

## Історія
Вперше соджу з'явилося близько 1300 під час монгольських вторгнень до Кореї. Монголи принесли з собою технологію дистиляції, яку своєю чергою перейняли від персів під час походів в Центральну Азію.
З 1965 по 1991, як заходи щодо зменшення витрати рису, уряд Південної Кореї заборонив традиційний метод перегонки соджу з чистого зерна. Соджу стали робити шляхом розведення етилового спирту і додавання ароматизаторів (фруктоза тощо). Значна частина марок соджу, що виробляють в наш час, робляться саме таким способом. Південнокорейська держава регулює відсоток виробленого шляхом розбавлення соджу на рівні не більше 35 % від загальної кількості.
На сьогодні соджу — головний алкогольний напій як у Південній, так і в Північній Кореї. 2004 року в Південній Кореї було спожито понад 3 мільярди пляшок соджу. Крім того, один з брендів соджу — південнокорейський Jinro, є лідером серед алкогольних брендів у світі за обсягами продажів. У 2008 році було продано 75 990 000 кейсів цього напою. Понад 90 % продукції Jinro продається в Південній Кореї.

## Виготовлення
Основною сировиною при виробництві соджу є батат та зернові культури — рис і пшениця. Технологічний цикл виробництва соджу охоплює кілька етапів:
1. Розмелювання та віджим сировини
2. Приготування браги — розмолота і віджата сировина зберігається в спеціальних посудинах, де поступово утворюється етиловий спирт.
3. Перегонка та отримання готового продукту — соджу

Соджу фільтрується через деревне вугілля, що виготовляється з бамбука певного сорту і віку.

## Вживання
Розбавляють соджу зазвичай спрайтом, тоніком або сиропом. Різні смакові добавки та ароматизатори додають смаку соджу лимонний, динний, кавуновий відтінки.
Серед чоловіків популярний напій поктанджу — він являє собою стопку соджу, опущену на дно кухля з пивом. П'ється одним махом. Більш міцний аналог — сусо поктанджу — у великий келих соджу ставиться невелика стопка з пивом.

### Корейський етикет
- Соджу розливається в невеликі скляні стопки. Традиційною закускою є страви з м'яса або риби.
- Наливати соджу прийнято двома руками. Наливати напій самому собі — поганий тон.
- Пити соджу прийнято невеликими ковтками, осушуючи чарку за кілька разів.
- Стопку ніколи не п'ють до дна — коли в склянці залишається трохи напою, він наповнюється знову.
- Молодші корейці не п'ють соджу перед старшими. Сидячи за одним столом, слід відвернутися і тільки після цього прикластися до склянки. Інша поведінка є ознакою неповаги.